# ميغا مان: أنفرسري كولكشن
ميغا مان: أنفرسري كولكشن (بالإنجليزية: Mega Man Anniversary Collection)‏، هي لعبة فيديو بريطانية من تطوير أتوميك بلانيت إنترتيمنت، ونشرها شركة كابكوم اليابانية، صدرت اللعبة في الأسواق الأمريكية سنة 2004، وتعمل لمنصات بلاي ستيشن 2 ونينتندو غيم كيوب وإكس بوكس، وهي تجميعة سلسلة الألعاب الكلاسيكية ميغا مان الأصلية.